# Cykelpump

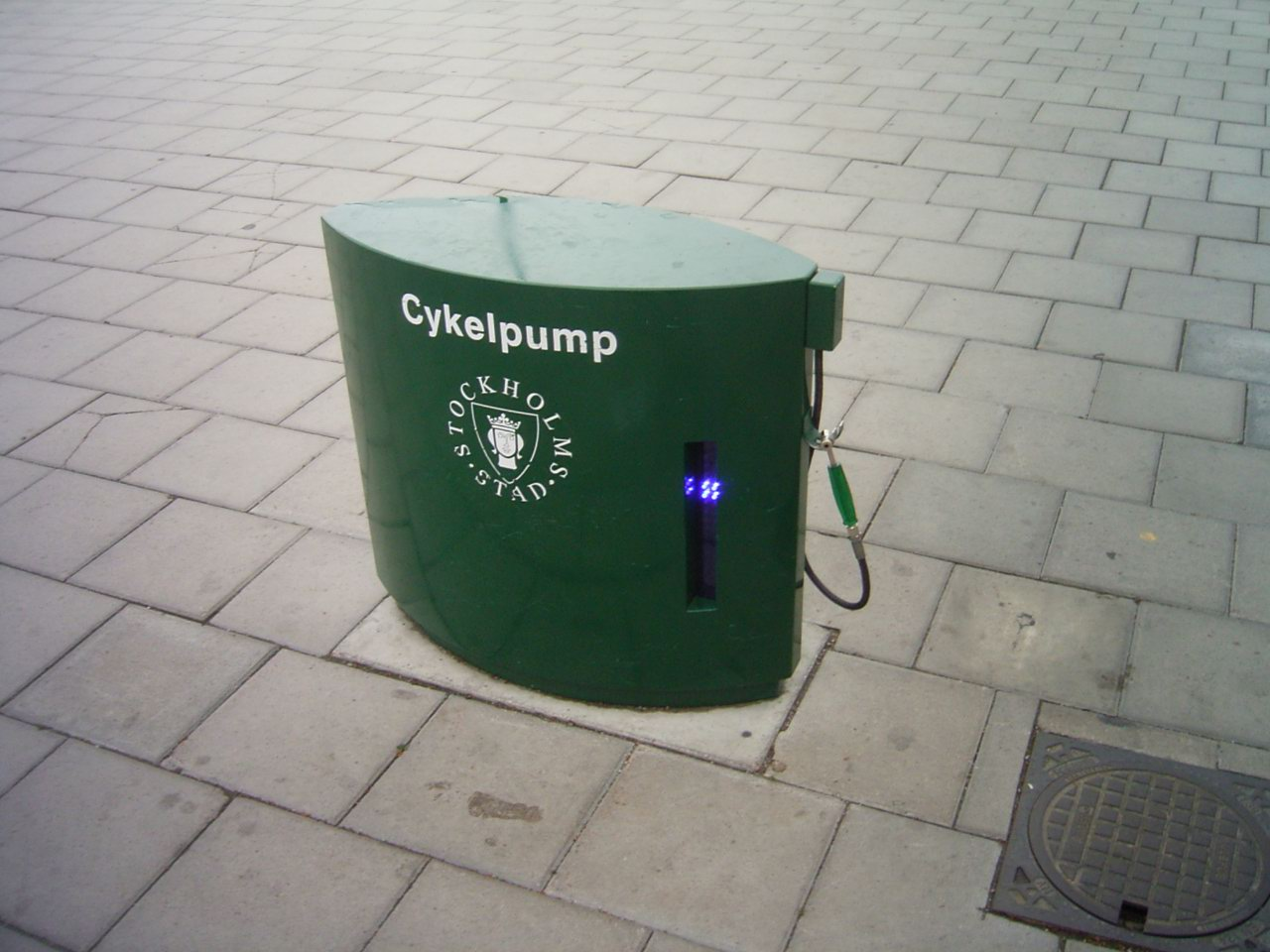
Offentlig cykelpump i Stockholm.

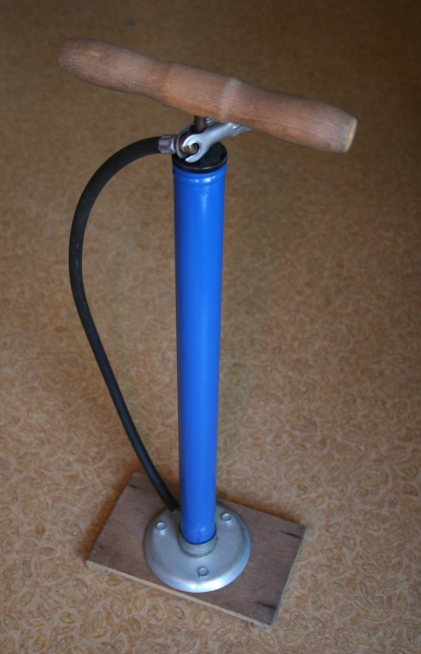
En handdriven pump.

En cykelpump är en pump varmed luft under tryck förs in i den på ett luftfyllt cykeldäcks insida belägna gummislangen. En vanlig, handdriven cykelpump är ett slags kolvpump och finns i olika utföranden. Oftast används en enkel handpump eller en fotpump.

## Historia
Den första cykelpumpen kom i samband med uppfinningen av det luftfyllda cykeldäcket i Skottland, men exakt vem som uppfann den är okänt. De äldsta cykelpumparna var försedda med en kort slang som skruvades fast på den gängade ventilen. Med denna konstruktion var det ganska arbetsamt att pumpa cykeln. Numera pressas pumpen, handpumpen, direkt mot ventilen. Tätning sker genom en gummipackning i pumpens ände. Med denna konstruktion går pumpningen mycket lättare än med den gamla metoden med slangkoppling.
Förr medfördes alltid pumpen under färd, fastsatt i särskilda hållare på cykelramen; en tid i ett låsbart rör. Pumpen är stöldbegärlig, varför man numera oftast lämnar pumpen hemma under en kortare cykeltur.
En mindre arbetskrävande pump är konstruerad för att trampas med foten, men den är alltför klumpig för att kunna medföras under färd.
I början av 2000-talet kom en handhållen cykelpump med en liten kompressor driven av ett uppladdningsbart batteri. Med denna pump pumpas ett normalt cykelhjul från tomt till fullt på ca 2 minuter.

## Cykelventiler
Det finns i huvudsak tre olika ventiler i bruk idag och åsikterna varierar om vilken typ som är bäst.

### Presta-ventil
Presta-ventilen även känd som racerventil är en smalare ventil som till en början främst användes på racercyklar. I de fall cykeln utrustats med racerventil är oftast fälgens hål också borrat att passa till den smalare racerventilen, vilket omöjliggör utbytet av slang med annat än denna racerventil utan uppborrning.

### Schrader-ventil
Uppkallad efter dess uppfinnare, August Schrader, som var en tysk emigrant bosatt i New York. Schrader-ventilen används på i princip alla bildäck och på senare år även cyklar.

### Woods-ventil
Woods-ventil ibland kallad Dunlop-ventil (efter John Boyd Dunlop) eller "vanlig" cykelventil är den vanligaste ventilen i Sverige på äldre cyklar. Den är uppkallad efter C. H . Woods och patenterades 1891 och ersatte Dunlops egen ventil. Woods-ventilen och Schrader-ventilen kan ersätta varandra då hålet för ventilerna har samma diameter.

### Ventilräddare
En ventilräddare är en adapter som används för att förminska cykelfälgens ventilhål. Därmed kan en innerslang med racerventil (Presta) användas utan problem på en cykelfälg, som är förberedd för bilventil (Schrader) och vanlig cykelventil (Dunlop). Utan en ventilräddare skulle racerventilens infästning i innerslangen snabbt vickas sönder.

## Däcktryck

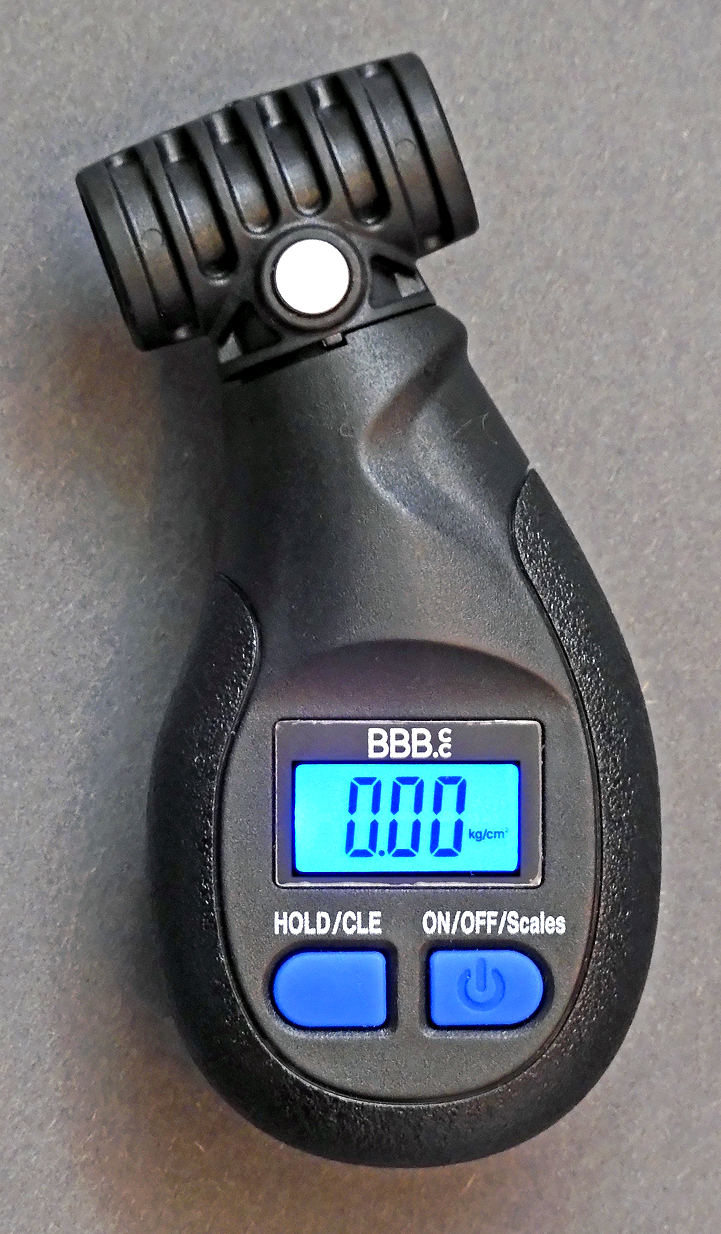
Med en pneumeter mäter man trycket i ett cykeldäck.

Lämpligt tryck beror bland annat på däckens bredd. På standardcyklar och mountainbikes används ofta 2–3 bar, på racercyklar 6–8 bar eller mer. Däcken brukar vara märkta med uppgift om maximalt tryck.

## Cykelpumpar i Sverige
I en del städer finns offentliga cykelpumpstationer. Dessa får sin tryckluft från kompressorer. Ibland finns "cykelluft" tillgänglig på välutrustade bensinstationer, men det kan vara mekaniska problem med att pumpslangens koppling är utformad främst med tanke på mopeder, och därför inte alltid passar till standardventilen på cyklarnas slangar.